# Ierusalimul eliberat

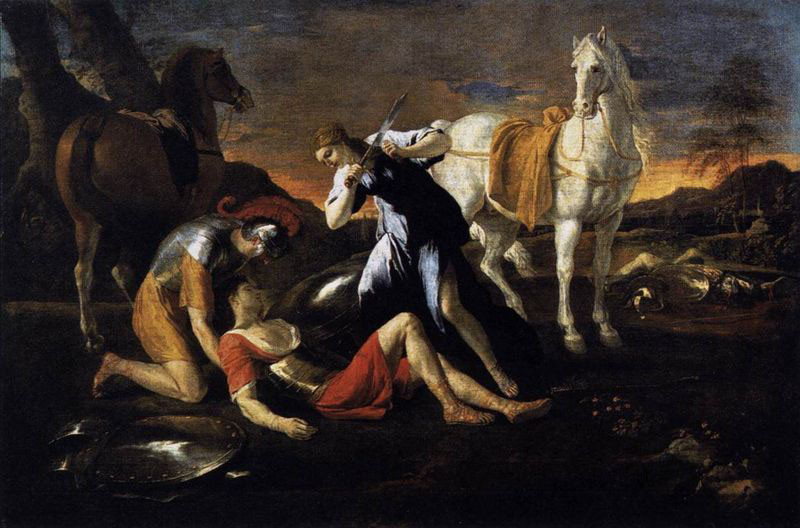
„Tancred și Erminia”. Pictură de Nicolas Poussin (1649), bazată pe un episod din poem.

Ierusalimul eliberat (în italiană La Gerusalemme liberata) este o epopee a poetului italian Torquato Tasso, publicată pentru prima dată în 1581, care povestește o versiune mult miticită a primei cruciade, în care cavalerii creștini, conduși de Godfrey de Bouillon, luptă contra musulmaniilor pentru eliberarea Ierusalimulului. Poemul este compus din 1917 strofe, grupate în douăzeci de canturi de lungime diferite.
Lucrarea aparține tradiției renascentiste italiene a poemului romantic epic, iar Tasso împrumută frecvent elemente de complot și tipuri de caractere similare lui Ludovico Ariosto. Poemul lui Tasso are elemente inspirate de epocile clasice ale lui Homer și Virgil (mai ales secțiuni ale operelor lor care povestesc despre asedii și război). Unul dintre cele mai caracteristice dispozitive literare din poemul lui Tasso este conundrul emoțional îndurat de caractere sfâșiate între inima și datoria lor; reprezentarea iubirii în contradicție cu valorile sau onoarea marțială este o sursă centrală de pasiune lirică în poezie.
Alegerea subiectelor lui Tasso, un conflict istoric real între creștini și musulmani (deși cu elemente fantastice adăugate), avea o bază istorică și crea implicații compoziționale (materia narativă a avut un obiectiv final și nu putea fi împărțită în nenumărate volume) care lipsesc în alte epoci renascentiste. Ca și alte lucrări ale perioadei care prezintă conflicte între creștini și musulmani, acest subiect a avut o rezonanță actuală față de cititorii perioadei în care Imperiul Otoman avansează prin Europa de Est.
Poemul a fost extrem de reușit și secțiunile ori momentele din poem au fost folosite în lucrările din întreaga Europă, în special în perioada anterioară Revoluției Franceze și mișcării romantice, care a furnizat povești alternative care combină dragostea, violența și un cadru exotic.

## Vezi și
- Asediul Ierusalimului (1099)

## Legături externe
- en Ierusalimul eliberat, traducere în engleză (The Medieval and Classical Literature Library)
- PDF Ierusalimul eliberat, traducere în engleză la Google Books
- en Rezumatul sumarului, de Michael McGoodwin